# ジャン＝ピエール・セール
ジャン＝ピエール・セール（フランス語: Jean-Pierre Serre, フランス語: [sɛʁ]、1926年9月15日 - ）は、フランスの数学者。ブルバキのメンバー。

## 略歴
1948年、パリ高等師範学校卒業。1951年にパリ第4大学パリ・ソルボンヌで博士号を取得。アンリ・カルタンに学び、はじめは複素解析や代数トポロジーを研究した。
28歳（最年少）でフィールズ賞を受賞。その後代数幾何学に傾倒していき、グロタンディークに多くの示唆を与え、SGA4&5で作成された道具がヴェイユ予想に大きく貢献した。1956年にコレージュ・ド・フランス代数と幾何学講座教授就任。1994年にコレージュ・ド・フランス名誉教授。
業績として代数トポロジーにおけるスペクトル系列を発展させた（Leray–Serreのスペクトル系列）。SerreのC理論による球面のホモトピー群の研究。GAGA (Géométrie Algébrique et Géométrie Analytique) で代数幾何において複素解析幾何学的手法を導入し、大きな成功を収めた。FAC (Faisceaux algébriques cohérents)を発表し、代数的連接層を構築。層の言葉とホモロジーを用いて代数幾何学、可換環論の書き直し、層係数コホモロジーを構成した。整数論における l 進表現論において、楕円曲線、L関数、モジュラー形式、アーベル多様体などに応用し多くの成果をあげた。p 進モジュラー形式の理論の構成、類体論への貢献、代数的K-理論への貢献。アーベル多様体に関するSerre–Tate理論。その他にリー群などにも業績がある。

## 日本語訳著作
- 『数論講義』 岩波書店
- 『ガロア理論特論』 トッパン
- 『有限群の線型表現』 岩波書店
- 『楕円曲線と{\displaystyle l}-進表現』 ピアソン・エデュケーション

## 受賞歴
- 1954年 - フィールズ賞
- 1985年 - バルザン賞
- 1987年 - CNRSゴールドメダル（英語版）
- 1995年 - スティール賞
- 2000年 - ウルフ賞数学部門
- 2003年 - アーベル賞